# Platinoides
Os Platinoides é o termo utilizado para descrever o grupo de seis elementos químicos metálicos da tabela periódica que tem semelhança com a platina. São considerados platinoides: rutênio (Ru), ródio (Rh), paládio (Pd), ósmio (Os), irídio (Ir) e platina (Pt).